# ملعب خالد بن الوليد
ملعب خالد بن الوليد، ملعب سوري في حمص. أكثر استخدماته في الفترة الحالية لمباريات كرة القدم. وهو بسعة 38000 متفرج، ويعتبر الملعب الرسمي لنادي الكرامة. وهو ثاني أحدث ملاعب سوريا بعد ملعب حلب الدولي.